# Wilma van Meteren
Wilma van Meteren  is een Nederlandse onderzoeksjournaliste. 
Na de school voor Journalistiek in Utrecht werkte Van Meteren elf jaar voor Het Vrije Volk. Tussen 1990 en 1999 was zij correspondent en verslaggever voor het ANP in Brussel. Sinds 1999 werkt zij als verslaggeefster en redactrice voor het dagblad Trouw en houdt zich bezig met Europese arbeidsmigratie, demografische veranderingen en economie.

## Erkenning
Samen met Cees van der Laan, Onno Havermans en Laura van Baars won Van Meteren in 2009 De Tegel Zij kregen deze prijs in de categorie 'Achtergrond' voor Krimpen in gezamenlijkheid. De zesdelige serie programma’s beschreef naast de problemen van de leegloop van het platteland ook de kansen die bestuurders en ondernemers zagen om het ontstaan van spookdorpen te voorkomen.

## Prijzen
- De Tegel (2009)